# Traité de Lubowla

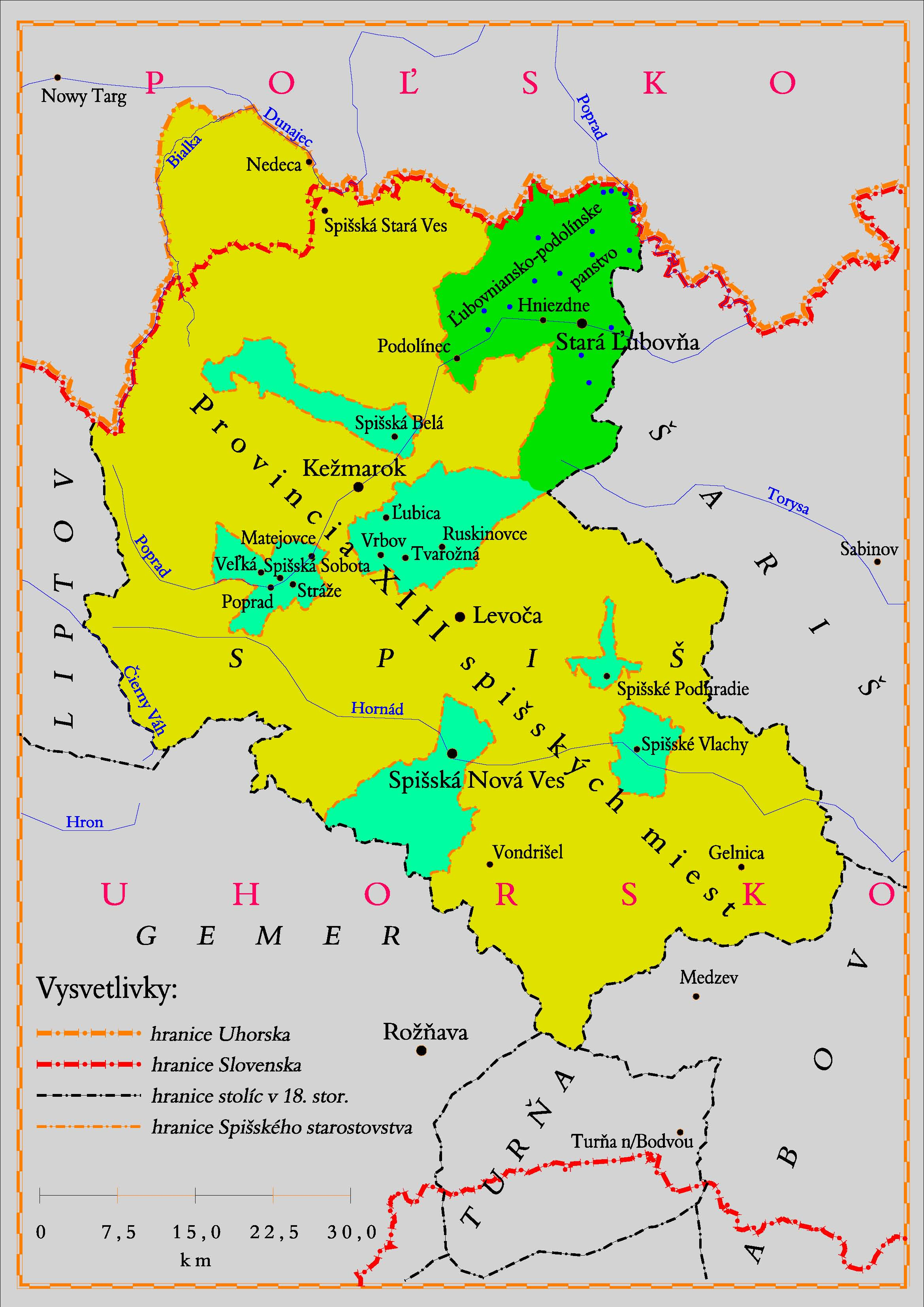
La région du Spisz (Zips). Les zones bleu clair et vertes montrent les territoires mis en gage, la ligne rouge montre les frontières actuelles, la ligne jaune l'ancienne frontière entre la Hongrie et la Pologne, et les lignes pointillées noires les frontières noires entre les comtés hongrois. Au Nord la Pologne ; au Sud la Hongrie.

Le traité de Lubowla était un traité signé en 1412 entre Ladislas II Jagellon roi de Pologne, et Sigismond de Luxembourg, roi de Hongrie. Les négociations ont eu lieu dans la ville de Lublo (aujourd'hui Stará Ľubovňa, en Slovaquie) ; le traité a été confirmé plus tard dans l'année à Buda.
Le traité a été négocié par Stibor de Stiboricz (en) et Zawisza le Noir, deux des chevaliers polonais les plus célèbres de la fin du Moyen Âge. 

## Contexte et contenu du traité
L'État hongrois connaissait de gros problèmes financiers en raison des guerres constantes avec l'Empire ottoman, ainsi que de la pression de la famille Habsbourg.
En échange d'un prêt consenti par la Pologne de soixante fois le montant de 37 000 gros de Prague, soit environ sept tonnes d'argent pur, la couronne hongroise mettait en gage 16 riches villes productrices de sel dans la région de Spisz (Zips), ainsi qu'un droit de les incorporer à la Pologne jusqu'au remboursement de la dette. Les dispositions du traité comprenaient aussi la confirmation de la première paix de Thorn entre la Pologne et les chevaliers teutoniques. Enfin, la Hongrie offrait secrètement de soutenir les droits polonais sur la province de Pomérélie, perdue au profit de l'Ordre Teutonique.
Après leur rencontre à Stará Ľubovňa, la délégation polonaise et le roi Ladislas II Jagellon se sont rendus à Cassovie, où ils ont été accueillis par le roi de Hongrie Sigismond de Luxembourg. Puis ils se rendirent à Tokay, Debrecen, et enfin au tombeau de Saint Ladislas à Nagyvárad. De là, ils partirent pour Buda, où le traité fut officiellement signé en présence du roi Tvrtko II de Bosnie, de quatorze ducs et princes, de trois archevêques, de onze évêques, et d'ambassadeurs de dix-sept États, dont la Horde tartare et l'Empire ottoman, ainsi que d'environ 40 000 nobles et chevaliers. Pour commémorer l'événement, un tournoi a été organisé, auquel ont participé des chevaliers polonais et hongrois. Parmi eux se trouvaient Zawisza le Noir, son frère Farurej (pl), Stibor de Stiboricz (en), Dobko d'Oleśnica (en), et Powała de Taczew (en).

## Conséquences
Le traité n'a jamais été rompu, mais la dette n'a pas été remboursée et la région de Spisz est restée polonaise jusqu'aux partages de la fin du XVIIIe siècle : en 1769, pendant le soulèvement de la confédération de Bar, les forces autrichiennes de Joseph II prirent le contrôle des villes du Spisz sous prétexte de protéger la région de la guerre. La Pologne n'a jamais recouvré la région ; au lieu de cela, le manque de réaction polonais face à l'annexion a encouragé la monarchie des Habsbourg à participer au premier partage de la Pologne.